# Thierry Neuville
Thierry Neuville (Sankt Vith, 16 juni 1988) is een Belgisch rallyrijder en de eerste Belgische wereldkampioen rally. Hij komt uit in het wereldkampioenschap rally voor het fabrieksteam van Hyundai, actief met de Hyundai i20N Rally1. Neuville werd voor het eerst wereldkampioen in 2024, nadat hij eerder reeds vice-wereldkampioen werd in 2013, 2016, 2017, 2018 en 2019.

## Carrière

### Vroege carrière
Thierry Neuville debuteerde in 2007 in de rallysport. In het Belgisch kampioenschap rally won hij in 2008 de nationale Ford Fiesta cup. Vanaf 2009 maakte hij onderdeel uit van de PSA groep. Hij reed dat jaar met een Citroën C2 naast een aantal Belgische rally's ook een handjevol internationale evenementen. Tijdens de Rally van Ieper verscheen hij aan de start als rijder van het BF Goodrich Drivers Team met een Peugeot 207 S2000, waarmee hij na een bemoedigende start uiteindelijk op moest geven na een ongeluk. Neuville maakte in 2010 de overstap naar het wereldkampioenschap rally, waarin hij met een Citroén C2 S1600 deelnam aan het Junior World Rally Championship. In Bulgarije won hij voor eerst in zijn klasse en eindigde de rally zelf als twaalfde in het algemeen klassement. Desondanks liep het seizoen in zijn geheel minder succesvol en Neuville eindigde slechts als zevende in het kampioenschap.
Onder de preparatie van Kronos Racing en als officieel piloot van Peugeot België-Luxemburg reed Neuville in 2011 een compleet programma met de Peugeot 207 S2000 in de Intercontinental Rally Challenge. Neuville profileerde zich daarin als een titelkandidaat. Hij won dat jaar twee klassiekers in de sport, te beginnen in Corsica, waar hij de rally nagenoeg van start tot finish leidde. Later dat jaar schreef hij ook de Rally van San Remo op zijn naam en in het kampioenschap streed hij tot de laatste ronde mee om de titel, maar eindigde daarin uiteindelijk als vijfde.

### Wereldkampioenschap rally

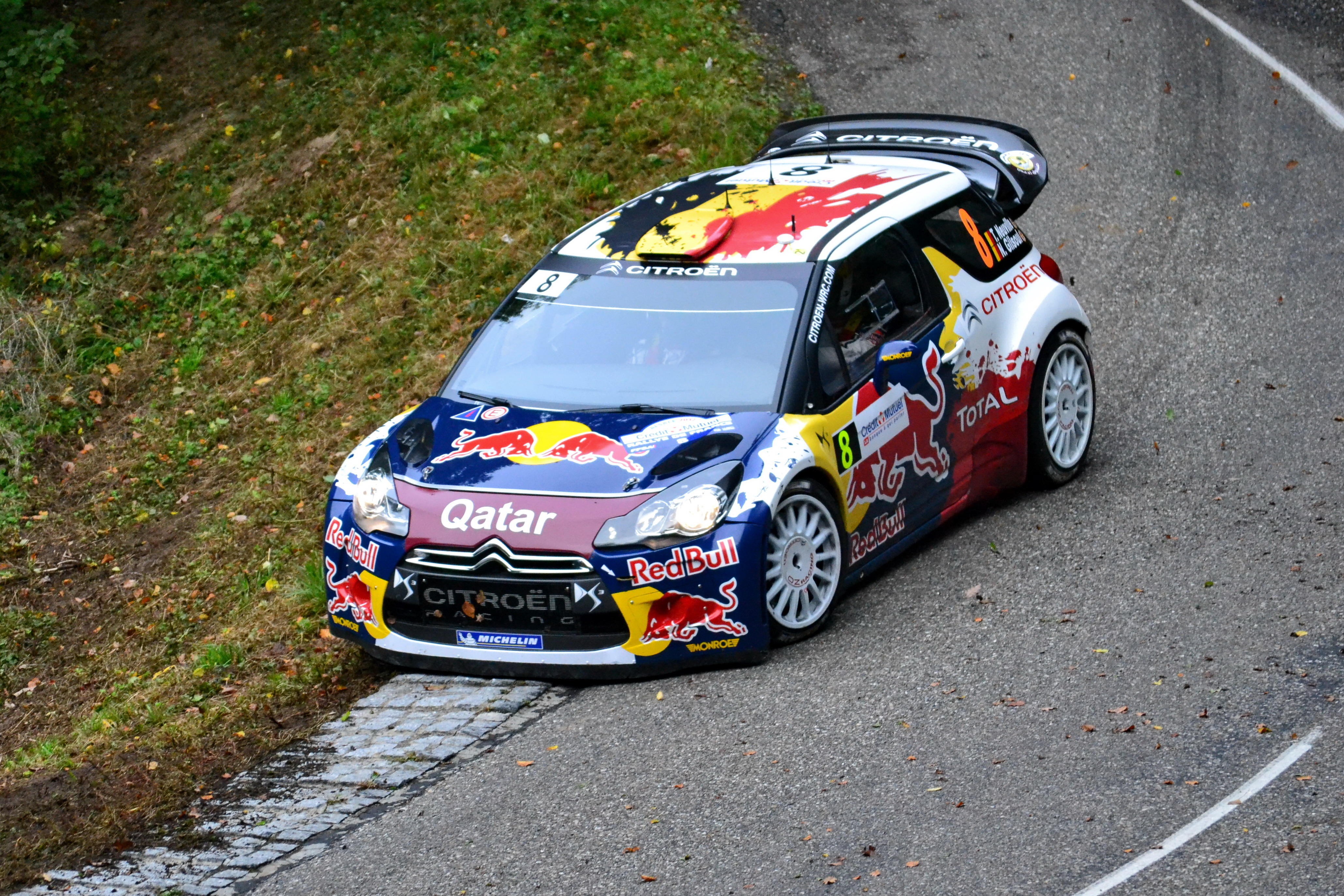
Neuville actief met de DS3 WRC tijdens de Rally van Frankrijk in 2012

#### 2012: Citroën Junior Team
Neuville maakte een terugkeer naar het WK rally in het seizoen 2012, waarin hij uitkwam voor het officiële Citroën Junior Team met een Citroën DS3 WRC. Uiteindelijk reed Neuville een compleet seizoen, omdat hij tijdens de rondes in Nieuw-Zeeland en Sardinië de plaats in mocht nemen van Nasser Al-Attiyah's Qatar World Rally Team, terwijl hij daar in eerste instantie niet zou deelnemen. Neuville kende wisselvallige resultaten gedurende het seizoen, maar dwong in drie gevallen toch een top vijf resultaat af. In Frankrijk werkte hij veruit zijn beste wedstrijd af, waarin hij namelijk op zes klassementsproeven een besttijd noteerde en de rally uiteindelijk net buiten het podium als vierde zou eindigen. In het kampioenschap bleef hij steken op een zevende plaats.

#### 2013: M-Sport
Neuville kon voor 2013 met Citroën rekenen op een gelimiteerd programma. Mede geholpen door zijn contacten met Nasser Al-Attiyah, greep Neuville de kans om de overstap te maken naar het Qatar M-Sport Ford team, dat voortkwam uit de overblijfselen van het Ford fabrieksteam die na het seizoen 2012 hun activiteiten hadden stopgezet. Neuville ging daarmee een volledig seizoen afwerken in de Ford Fiesta RS WRC en werd daarin de teamgenoot van Mads Østberg, Jevgeni Novikov en Al-Attiyah. In Mexico behaalde hij met een derde plaats zijn eerste podium resultaat in het WK rally. Neuville bleek een revelatie en eindigde in het restant van het seizoen nog eens zes keer op het podium (waaronder vier keer op een rij als tweede) en greep daarmee uiteindelijk naar de tweede plaats in het kampioenschap achter winnaar Sébastien Ogier.

#### 2014-heden: Hyundai

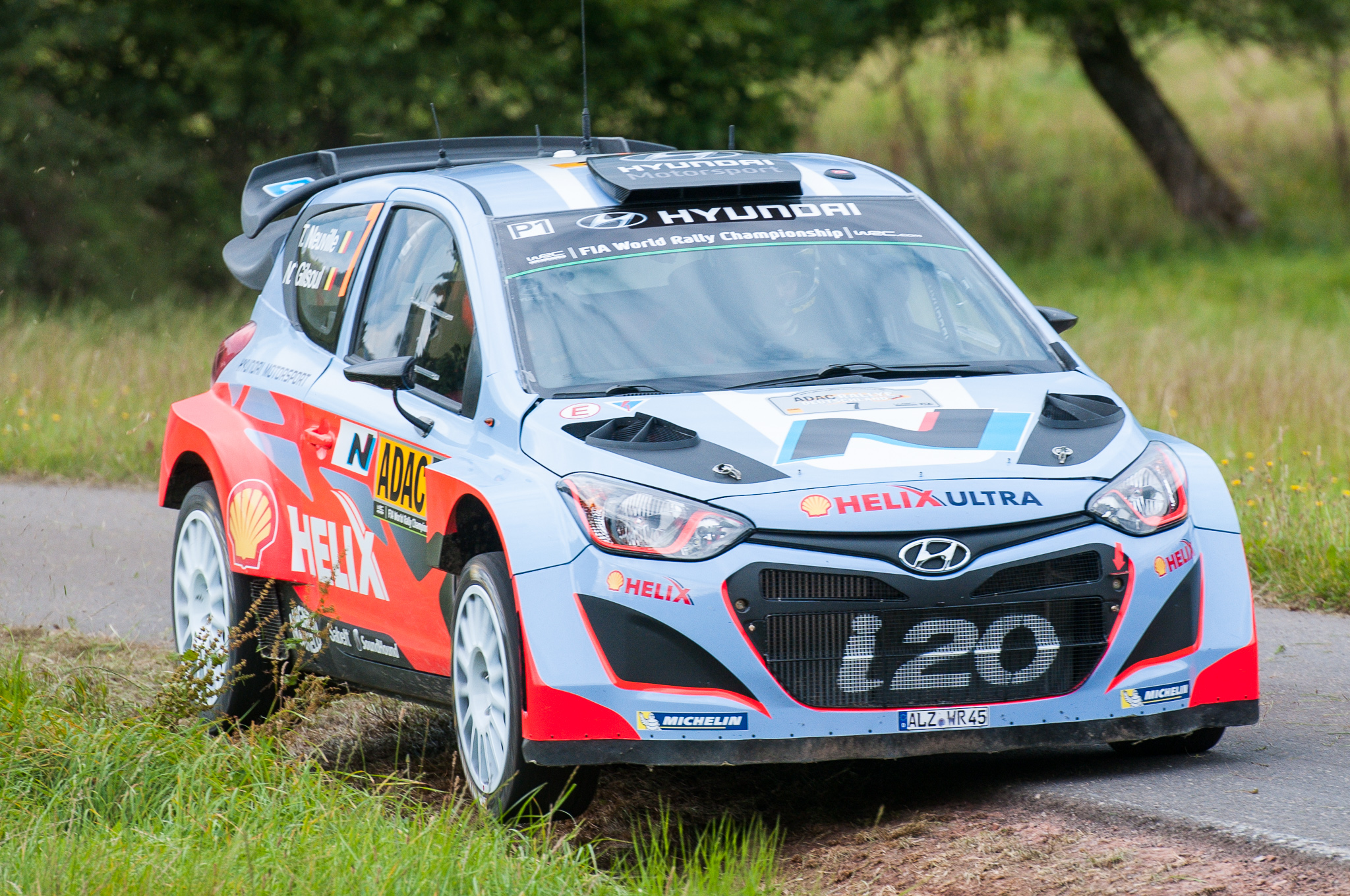
Neuville won zijn eerste WK-rally tijdens de rally van Duitsland in 2014

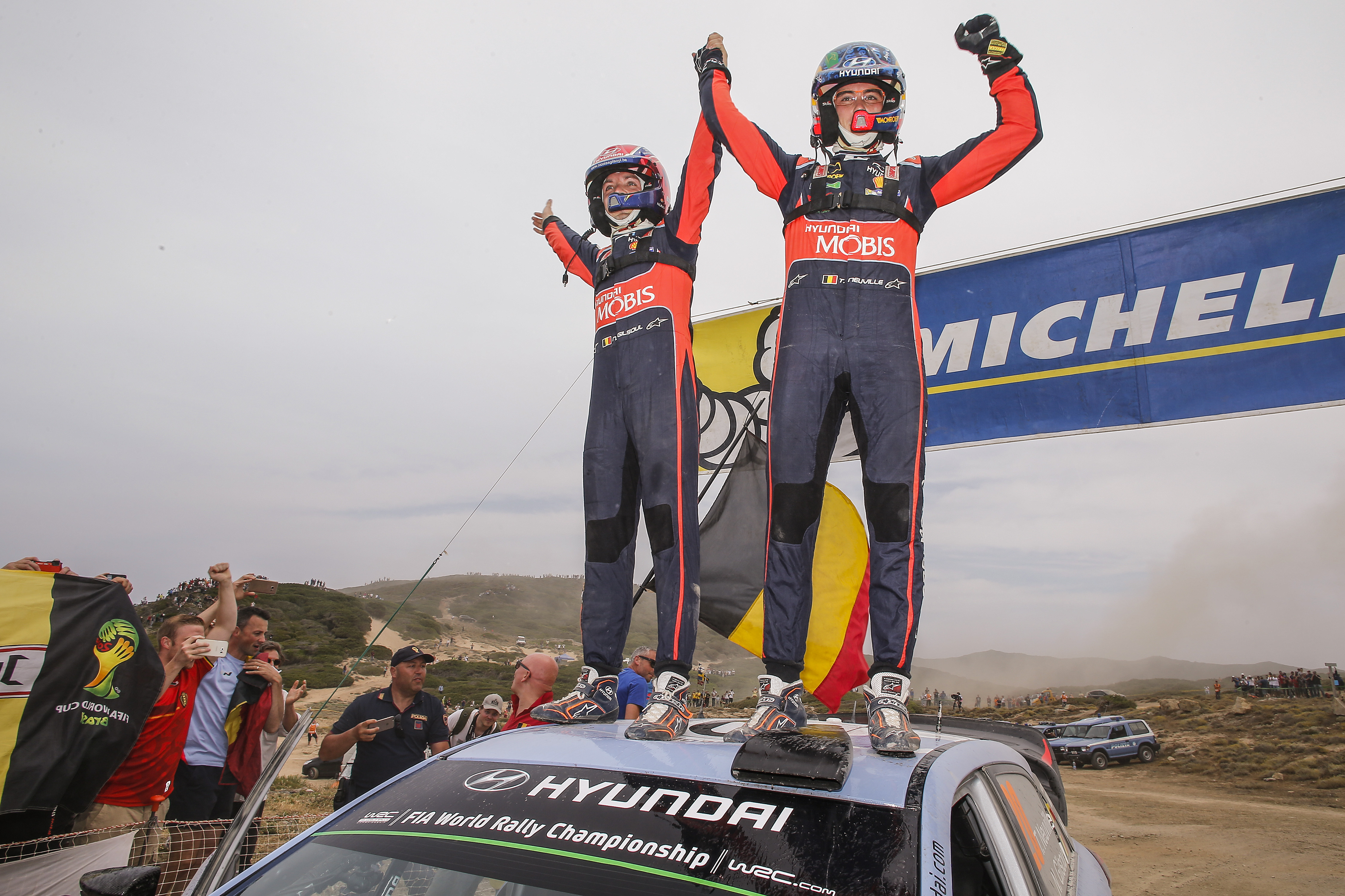
Neuville en navigator Nicolas Gilsoul vieren hun zege in Sardinië in 2016

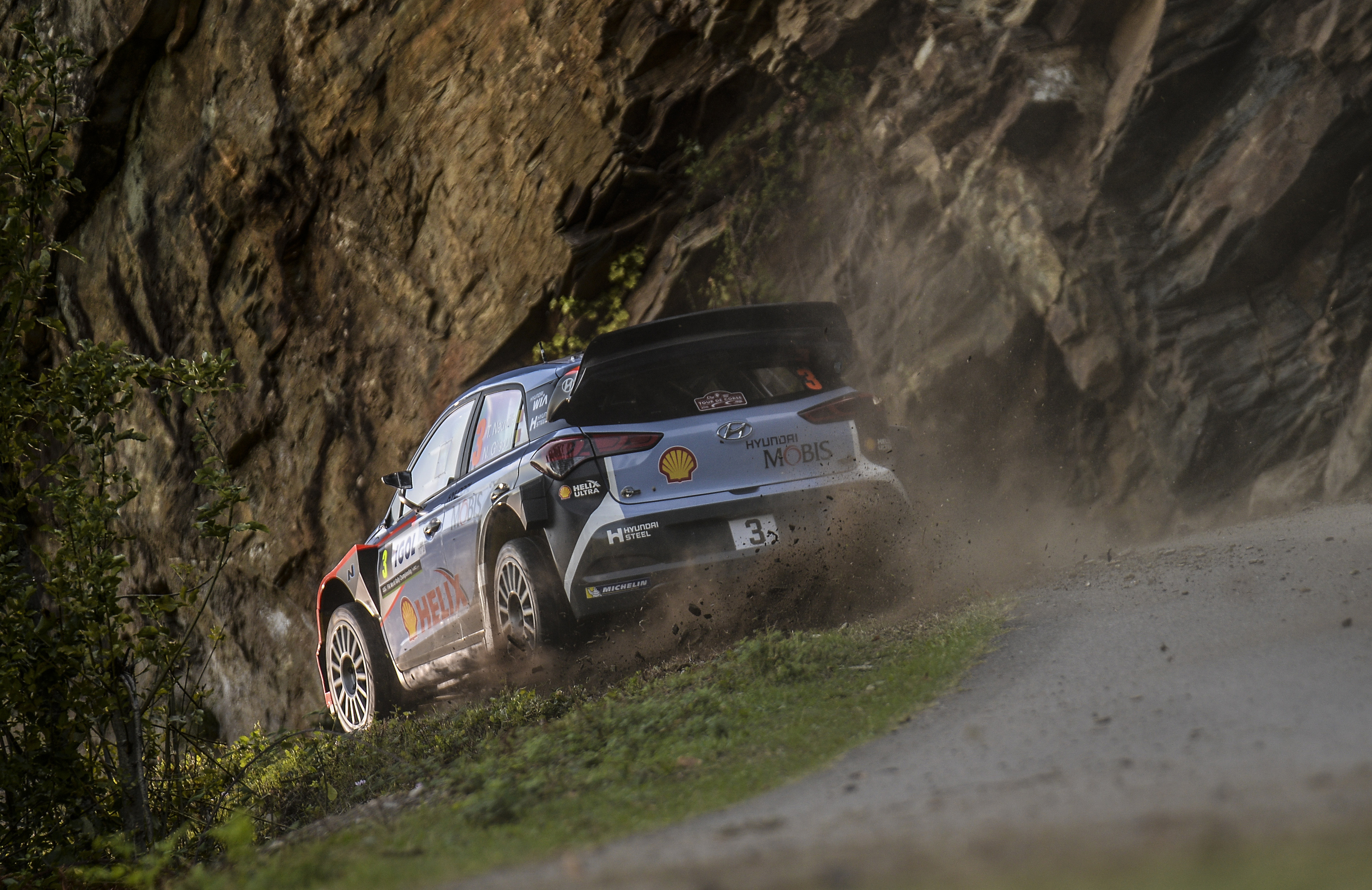
Neuville in actie in Corsica in 2016

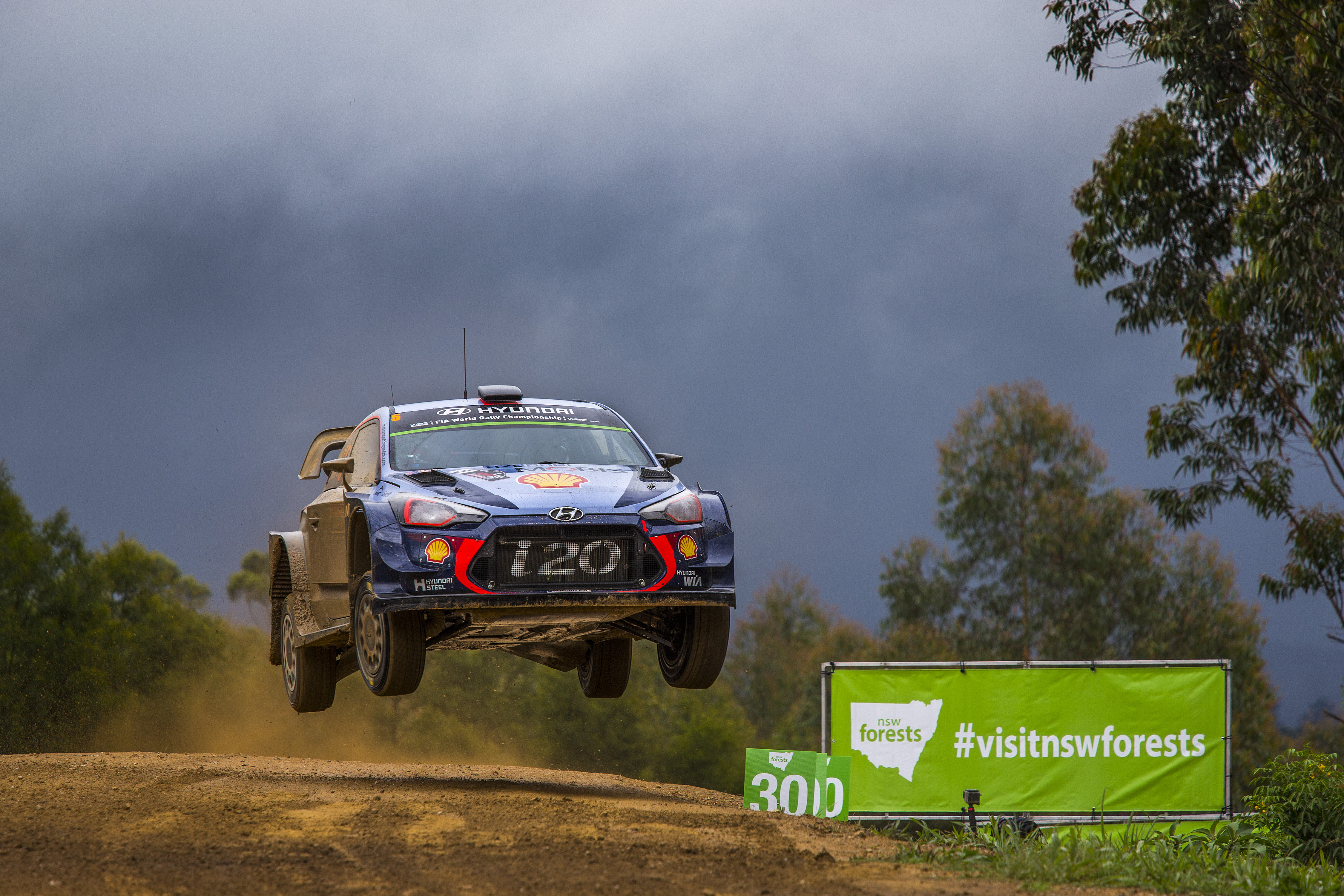
2017 was op één na Neuville's succesvolste seizoen in het WK, hier in Australië op weg naar zijn vierde zege dat jaar

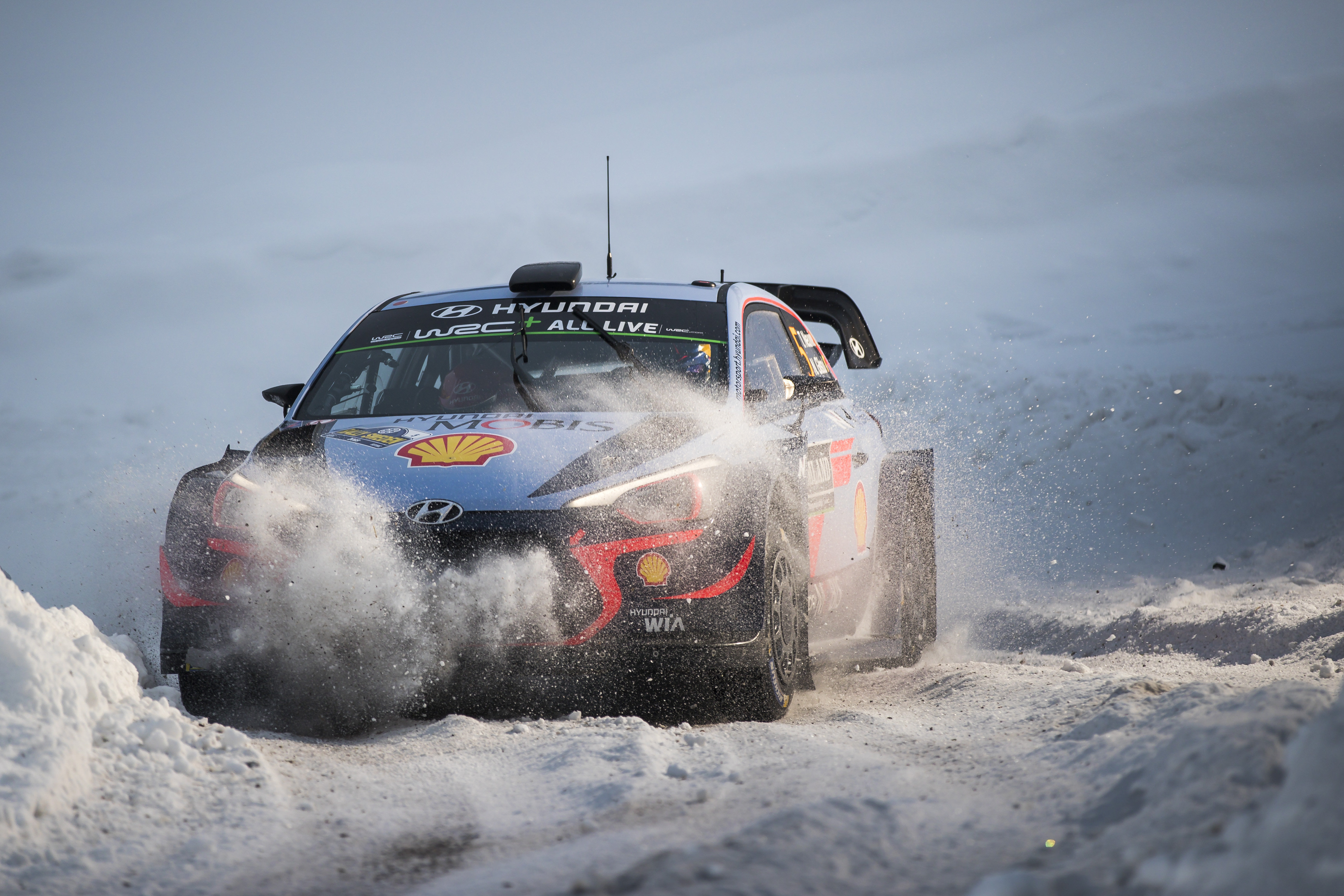
Neuville koersend naar de overwinning in Zweden in 2018

In het seizoen 2014 ging Neuville als kopman rijden bij Hyundai, die dat jaar met de Hyundai i20 WRC een terugkeer maakten in het WK rally. In Duitsland greep hij naar zijn WK-debuutoverwinning, en daarmee tevens die van Hyundai, toen in de slotfase van de rally zijn voorlopers Ogier en Kris Meeke uitvielen en hij zo de eerste positie innam en deze vervolgens over de finishlijn trok. Dit resultaat wist hij gedurende 2015 niet te herhalen, waar dit keer een tweede plaats vroeg in het seizoen in Zweden zijn hoogste notering zou zijn. Alleen in Sardinië wist hij nog op het podium te raken, daar eindigend als derde. In het kampioenschap zou hij teleurstellend buiten de top vijf in de eindklassering te vinden zijn. Zijn seizoen in 2016 zag daarentegen weer een opmars maken. Een wat stroeve start van Neuville zag een omslag in Sardinië, waar hij naar een langverwachte tweede overwinning toe reed. Hoewel winst verder in het seizoen niet meer zou komen, wist Neuville in de laatste vijf rondes allen op het podium te eindigen. Hij werd daarom voor het eerst sinds 2013 weer runner-up in het kampioenschap, nogmaals overtroffen door Ogier.
Ook in 2017 voerde Neuville Hyundai's gooi naar de wereldtitel aan, nu actief met de nieuwe i20 Coupé WRC. Met vier zeges greep hij naar de meeste overwinningen gedurende het seizoen, maar een aantal fouten deed hem ook kostbare punten missen en hij eindigde in het kampioenschap opnieuw tweede achter Ogier, die het voor een deel op consistentie wist te winnen dat jaar.

## Complete resultaten in het wereldkampioenschap rally
| Seizoen | Inschrijving                    | Auto                  | 1       | 2      | 3       | 4       | 5      | 6       | 7       | 8       | 9       | 10      | 11      | 12     | 13      | 14    |       |         | Pos. | Punten |
| ------- | ------------------------------- | --------------------- | ------- | ------ | ------- | ------- | ------ | ------- | ------- | ------- | ------- | ------- | ------- | ------ | ------- | ----- | ----- | ------- | ---- | ------ |
| 2009    | Thiery Neuville                 | Citroën C2 R2 Max     | IER     | NOO    | CYP     | POR     | ARG    | ITA     | GRI     | POL     | FIN     | AUS     | SPA DNF | GBR    |         |       |       |         | –    | 0      |
| 2010    | Thierry Neuville                | Citroën C2 S1600      | ZWE     | MEX    | JOR     | TUR DNF | NZL    | POR DNF | BUL 12  | FIN     | DUI DNF | JPN     | FRA 27  | SPA    | GBR     |       |       |         | –    | 0      |
| 2012    | Citroën Junior World Rally Team | Citroën DS3 WRC       | MON DNF | ZWE 12 | MEX 13  | POR 8   | ARG 5  | GRI 6   |         | FIN 16  | DUI 12  | GBR 7   | FRA 4   |        | SPA 12  |       |       |         | 7    | 53     |
| 2012    | Qatar World Rally Team          | Citroën DS3 WRC       |         |        |         |         |        |         | NZL 5   |         |         |         |         | ITA 18 |         |       |       |         | 7    | 53     |
| 2013    | Qatar World Rally Team          | Ford Fiesta RS WRC    | MON DNF | ZWE 5  | MEX 3   | POR 17  | ARG 5  | GRI 3   | ITA 2   | FIN 2   | DUI 2   | AUS 2   | FRA 4   | SPA 4  | GBR 3   |       |       |         | 2    | 176    |
| 2014    | Hyundai Motorsport              | Hyundai i20 WRC       | MON DNF | ZWE 28 | MEX 3   | POR 7   | ARG 5  | ITA 16  | POL 3   | FIN DNF | DUI 1   | AUS 7   | FRA 8   | SPA 6  | GBR 4   |       |       |         | 6    | 105    |
| 2015    | Hyundai Motorsport              | Hyundai i20 WRC       | MON 5   | ZWE 2  | MEX 8   | ARG DNF | POR 38 | ITA 3   | POL 6   | FIN 4   | DUI 5   | AUS 7   | FRA 23  | SPA 8  |         |       |       |         | 6    | 90     |
| 2015    | Hyundai Motorsport N            | Hyundai i20 WRC       |         |        |         |         |        |         |         |         |         |         |         |        | GBR DNF |       |       |         | 6    | 90     |
| 2016    | Hyundai Motorsport              | Hyundai NG i20 WRC    | MON 3   | ZWE 14 | MEX DNF | ARG 6   |        |         | POL 4   | FIN 4   | DUI 3   | CHN C   | FRA 2   | SPA 3  | GBR 3   | AUS 3 |       |         | 2    | 160    |
| 2016    | Hyundai Motorsport N            | Hyundai NG i20 WRC    |         |        |         |         | POR 23 | ITA 1   |         |         |         |         |         |        |         |       |       |         | 2    | 160    |
| 2017    | Hyundai Motorsport              | Hyundai i20 Coupé WRC | MON 15  | ZWE 13 | MEX 3   | FRA 1   | ARG 1  | POR 2   | ITA 3   | POL 1   | FIN 6   | DUI 44  | SPA DNF | GBR 2  | AUS 1   |       |       |         | 2    | 208    |
| 2018    | Hyundai Shell Mobis WRT         | Hyundai i20 Coupé WRC | MON 5   | ZWE 1  | MEX 6   | FRA 3   | ARG 2  | POR 1   | ITA 1   | FIN 9   | DUI 2   | TUR 16  | GBR 5   | SPA 4  | AUS DNF |       |       |         | 2    | 201    |
| 2019    | Hyundai Shell Mobis WRT         | Hyundai i20 Coupé WRC | MON 2   | ZWE 3  | MEX 4   | FRA 1   | ARG 1  | CHL DNF | POR 2   | ITA 6   | FIN 6   | DUI 4   | TUR 8   | GBR 2  | SPA 1   | AUS C |       |         | 2    | 227    |
| 2020    | Hyundai Shell Mobis WRT         | Hyundai i20 Coupé WRC | MON 1   | ZWE 6  | MEX 16  | CHL C   | ARG C  | POR C   | KEN C   | FIN C   | NZL C   | EST DNF | TUR 2   | ITA 2  | DUI C   | GBR C | JAP C | MNZ DNF | 4    | 87     |
| 2021    | Hyundai Shell Mobis WRT         | Hyundai i20 Coupé WRC | MON 3   | ZWE C  | FIN 3   | KRO 3   | POR 36 | ITA 3   | KEN DNF | EST 3   | BEL 1   | GBR C   | CHL C   | GRE 8  | FIN DNF | SPA 1 | JPN C | MNZ 4   | 3    | 176    |
| 2022    | Hyundai Shell Mobis WRT         | Hyundai i20 N Rally 1 | MON 6   | ZWE 2  | KRO 3   | POR 5   | ITA 41 | KEN 5   | EST 4   | FIN 5   | BEL 20  | GRE 1   | NZL 4   | SPA 2  | JAP 1   |       |       |         | 3    | 193    |
| 2023    | Hyundai Shell Mobis WRT         | Hyundai i20 N Rally 1 | MON 3   | ZWE 3  | MEX 2   | KRO 33  | POR 5  | ITA 1   | KEN DSQ | EST 2   | FIN 2   | GRE 33  | CHL 2   | CER 1  | JAP 13  |       |       |         | 3    | 189    |
| 2024    | Hyundai Shell Mobis WRT         | Hyundai i20 N Rally 1 | MON 1   | ZWE 4  | KEN 5   | KRO 3   | POR 3  | ITA 41  | POL 4   | LET 8   | FIN 2   | GRE 1   | CHL 4   | CER 3  | JAP 6   |       |       |         | 1    | 242    |

#### Overwinningen
| #  | Seizoen | Rally                                        | Navigator        | Auto                  |
| -- | ------- | -------------------------------------------- | ---------------- | --------------------- |
| 1  | 2014    | 32. ADAC Rallye Deutschland                  | Nicolas Gilsoul  | Hyundai i20 WRC       |
| 2  | 2016    | 13º Rally d'Italia Sardegna                  | Nicolas Gilsoul  | Hyundai NG i20 WRC    |
| 3  | 2017    | 60ème Che Guevara Energy Drink Tour de Corse | Nicolas Gilsoul  | Hyundai i20 Coupé WRC |
| 4  | 2017    | 37º YPF Rally Argentina                      | Nicolas Gilsoul  | Hyundai i20 Coupé WRC |
| 5  | 2017    | 74th ORLEN Rally Poland                      | Nicolas Gilsoul  | Hyundai i20 Coupé WRC |
| 6  | 2017    | 26th Kennards Hire Rally Australia           | Nicolas Gilsoul  | Hyundai i20 Coupé WRC |
| 7  | 2018    | 66th Rally Sweden                            | Nicolas Gilsoul  | Hyundai i20 Coupé WRC |
| 8  | 2018    | 52º Vodafone Rally de Portugal               | Nicolas Gilsoul  | Hyundai i20 Coupé WRC |
| 9  | 2018    | 15º Rally d'Italia Sardegna                  | Nicolas Gilsoul  | Hyundai i20 Coupé WRC |
| 10 | 2019    | 62ème Corsica Linea Tour de Corse            | Nicolas Gilsoul  | Hyundai i20 Coupé WRC |
| 11 | 2019    | 39º XION Rally Argentina                     | Nicolas Gilsoul  | Hyundai i20 Coupé WRC |
| 12 | 2019    | 55º RACC Catalunya - Costa Daurada           | Nicolas Gilsoul  | Hyundai i20 Coupé WRC |
| 13 | 2020    | 88ème Rallye Automobile de Monte-Carlo       | Nicolas Gilsoul  | Hyundai i20 Coupé WRC |
| 14 | 2021    | 56e Renties Ypres Rally Belgium              | Martijn Wydaeghe | Hyundai i20 Coupe WRC |
| 15 | 2021    | 56º RACC Catalunya - Costa Daurada           | Martijn Wydaeghe | Hyundai i20 Coupe WRC |
| 16 | 2022    | 66° EKO Acropolis Rally Greece               | Martijn Wydaeghe | Hyundai i20 N Rally 1 |
| 17 | 2022    | 7° FORUM8 Rally Japan                        | Martijn Wydaeghe | Hyundai i20 N Rally 1 |
| 18 | 2023    | 20º Rally d'Italia Sardegna                  | Martijn Wydaeghe | Hyundai i20 N Rally 1 |
| 19 | 2023    | 1° Central European Rally                    | Martijn Wydaeghe | Hyundai i20 N Rally 1 |
| 20 | 2024    | 92ème Rallye Automobile de Monte-Carlo       | Martijn Wydaeghe | Hyundai i20 N Rally 1 |
| 21 | 2024    | 68º Rally van Griekenland                    | Martijn Wydaeghe | Hyundai i20 N Rally 1 |
| 22 | 2024    | wrc kampioenschap                            | Martijn Wydaeghe | Hyundai i20 N Rally 1 |

## Overige internationale overwinningen

#### Intercontinental Rally Challenge
| Seizoen | Rally               | Navigator       | Auto              |
| ------- | ------------------- | --------------- | ----------------- |
| 2011    | 54ème Tour de Corse | Nicolas Gilsoul | Peugeot 207 S2000 |
| 2011    | 53º Rallye Sanremo  | Nicolas Gilsoul | Peugeot 207 S2000 |

#### TER, Brits en Belgisch kampioenschap rally
| Seizoen | Rally                              | Navigator       | Auto           |
| ------- | ---------------------------------- | --------------- | -------------- |
| 2018    | 54ème Belgium Ypres Westhoek Rally | Nicolas Gilsoul | Hyundai i20 R5 |